# Pinus orizabensis
Pinus orizabensis je menší mexická borovice, rostoucí v polopoušti kolem hory Citlaltépetl.

## Synonyma
- Pinus cembroides
- Pinus cembroides poddruh orizabensis

## Popis
Stálezelený, jehličnatý, jednodomý a větrosprašný, pomalu rostoucí strom, dorůstající do výšky 8–12 m. Koruna je zaoblená a nepravidelná. Borka je mělce rozpraskaná, šupinovitá, černošedá a s oranžovými prasklinami, které jsou velmi podobné jako u borovice Pinus discolor. Jehlice se vyskytují ve svazečcích (Fasciculus) smíšeně po 3 a 4 (vzácně též po 2 a 5); jehlice jsou 4–6 cm dlouhé; s průduchy (stomata) z většiny pouze na vnitřních površích a pouze s minimem na vnějších površích, proto jsou jehlice na vnitřních površích stříbrnomodrošedozelenobílé a na vnějších površích leskle tmavozelené, stejně jako u borovic Pinus johannis a Pinus discolor; svazečkové pochvy jsou polovytrvalé, s bazálními šupinami stočenými do růžice.
Samičí (semenné) šištice – šišky (megastrobilus) jsou po rozevření 4,5–7,5 cm dlouhé a 5–8 cm široké (u borovic Pinus cembroides, Pinus discolor a Pinus johannis jsou šištice menší, v rozsahu 3–4,5 cm délky a 4–5,5 cm šířky). Plodných šupin šišek bývá do 25 (u borovic Pinus cembroides, Pinus discolor a Pinus johannis je plodných šupin nejvíce 15–18), šupiny jsou hladké, větší a tenčí než u ostatních blízce příbuzných borovic, jsou 30–35 mm dlouhé, 16–20 mm široké a 2–3 mm tlusté (u borovice Pinus cembroides jsou šupiny 20–25 mm dlouhé, 15–18 mm široké a 3–4 mm tlusté); tenké šupiny se při sesychání na okrajích kroutí a tím vytváří zašpičatělé růžky (neobvyklá vlastnost společná s borovicí Pinus remota). Semena jsou zlatohnědá, 14–17 mm dlouhá (u borovice Pinus cembroides bývají semena průměrně menší); u čerstvých semen je endosperm bílý a sušením růžoví (u borovice Pinus cembroides je endosperm vždy růžový a u borovice Pinus johannis je vždy bílý). Křídla semen jsou nevyvinutá, 1 mm dlouhá a po vypadnutí semen většinou zůstávají v šišce. Složení pryskyřice borovice Pinus orizabensis je velmi podobné borovici Pinus johannis. Strom kvete květen – červen. Semena dozrávají v říjnu.

## Příbuznost
Borovice Pinus orizabensis je blízce příbuzná s borovicemi Pinus johannis a Pinus discolor.

## Výskyt
Domovinou borovice Pinus orizabensis je Mexiko (státy Puebla, Tlaxcala a Veracruz, kde roste kolem hory Pico de Orizaba – Citlaltépetl).

## Ekologie
Strom roste v polopouštním podnebí s roztroušenými malými vyhaslými sopkami, v nadmořských výškách 2100–2800 m, hlavně v půdách vulkanického původu. Borovice Pinus orizabensis tvoří samostatné otevřené lesní krajiny nebo menší husté lesy anebo roste dohromady s duby Quercus, jalovci Juniperus deppeana a Juniperus flaccida, občasně s borovicí Pinus pseudostrobus a místně se také vyskytuje sympatricky s Pinus cembroides poddruh cembroides (například kolem města Ajalpan ve státě Puebla). Klima je zde charakteristické dlouhým obdobím sucha, trvajícím od listopadu do května, a léty s poměrně vyššími srážkami kolem 800–900 mm. Pro vysoké nadmořské výšky zde v prosinci a lednu také mrzne.

## Využití člověkem
Semena stromu jsou jedlá a jsou prodávána na místních trzích. Dřevo je používáno jako palivové dříví, z větších stromů ve stavebnictví a na výrobu nábytku.

## Ohrožení
Borovice Pinus orizabensis je považována za ohroženou, její populace klesá. Strom se vyskytuje v oblasti rostoucího zemědělství, kde jsou lesy káceny pro zisk zemědělské půdy. Žádná ochranná opatření neprobíhají.